# Voice of Fox
Voice of Fox (狐狸之声?, Kitsune no koe, Húlí zhī shēngP) è una serie televisiva anime tratta dal manhua omonimo di Guang Xian Jun del 2015. Andata in onda in Giappone dal 5 ottobre al 21 dicembre 2018 su AT-X e in Cina su iQiyi, è stata trasmessa in streaming sottotitolata da Crunchyroll in varie lingue tra cui l'italiano.

## Trama
Hu Li è un povero ma talentuoso liceale che per guadagnare qualche soldo fa la voce del popolare e narcisista Kong Que, di bell'aspetto ma stonato. Non avendo i mezzi economici per far decollare la sua carriera, decide di caricare i suoi lavori in rete coprendosi il volto con una maschera da volpe e firmandosi "Mr. Fox".

## Personaggi
Hu Li (フーリ?, Fūri)
Doppiato da: Kengo Kawanishi
Kong Que (コンチュエ?, Konchue)
Doppiato da: Hisayoshi Suganuma
Ji Hetian (ジーホティエン?, Jīhotien)
Doppiato da: Satoshi Hino
Chuyun (チュユン?, Chuyun)
Doppiata da: Arisa Kōri
Presidente Kim (キム社長?, Kimu shachō)
Doppiato da: Shō Hayami
Honye (ホンイェ?, Honie)
Doppiata da: Yukiko Motoshi
Shuaru (シュアル?, Shuaru)
Doppiata da: Rena Maeda
Yushin (ユシン?, Yushin)
Doppiato da: Shiki Aoki
Janyao (ジャンヤオ?, Janyao)
Doppiato da: Subaru Kimura

## Media
La serie televisiva anime, prodotta da Yumeta Company e diretta da Kōjin Ochi, è andata in onda dal 5 ottobre al 21 dicembre 2018 in Giappone su AT-X e in Cina su iQiyi. Le sigle di apertura e chiusura sono rispettivamente COME:BACK Stage! di LoveDesire e HOPE di Kano.
Nel resto del mondo, gli episodi sono stati trasmessi in streaming in simulcast, anche coi sottotitoli in italiano, da Crunchyroll.

### Episodi
| Nº | Titolo italiano Giapponese 「Kanji」 - Rōmaji                        | In onda          | In onda |
| Nº | Titolo italiano Giapponese 「Kanji」 - Rōmaji                        | Giapponese       |         |
| 1  | Voce falsa 「偽りの声」 - Itsuwari no koe                            | 5 ottobre 2018   |         |
| 2  | Qualcuno mi sta guardando 「誰かが見ている」 - Dareka ga miteiru     | 12 ottobre 2018  |         |
| 3  | Il palco del buio 「暗闇のステージ」 - Kurayami no sutēji            | 19 ottobre 2018  |         |
| 4  | Una voce incerta 「揺らぐ声」 - Yuragu koe                           | 26 ottobre 2018  |         |
| 5  | Il gioco dei tre giorni 「三日間のゲーム」 - Mikkakan no gēmu        | 2 novembre 2018  |         |
| 6  | Trappola 「罠」 - Wana                                               | 9 novembre 2018  |         |
| 7  | Disperazione 「絶望」 - Zetsubō                                      | 16 novembre 2018 |         |
| 8  | Sotto cieli sconosciuti 「見知らぬ空の下」 - Mishiranu sora no shita | 23 novembre 2018 |         |
| 9  | Ferite permanenti 「消せない傷痕」 - Kesenai kizuato                 | 30 novembre 2018 |         |
| 10 | Una canzone per due 「ふたりの歌」 - Futari no uta                   | 7 dicembre 2018  |         |
| 11 | Mormorii d'accusa 「告発の波紋」 - Kokuhatsu no hamon                | 14 dicembre 2018 |         |
| 12 | La voce della verità 「真実の声」 - Shinjitsu no koe                 | 21 dicembre 2018 |         |